# Alberto Jori
Alberto Jori (* 1965, Verona) este un filozof italian, Prix 2003 de l' "Académie Internationale d'Histoire des Sciences"/"International Academy of the History of Science" (la Sorbonne).

## Opera
- Medicina e medici nell'antica Grecia, il Mulino, Bologna/Napoli 1996 ISBN 8815057927
- Ed.: Aristoteles, De caelo, Bompiani, Milano 1999; II. 2002
- Aristotele, Bruno Mondadori Milano 2003 ISBN 8842497371
- Hermann Conring (1606-1681). Der Begründer der deutschen Rechtsgeschichte, MVK, Tübingen 2006 ISBN 3935625596

1. ↑  „Alberto Jori”, Gemeinsame Normdatei, accesat în 15 decembrie 2014